# Aristone di Pella
Aristone di Pella (latino: Aristo; fl. metà II secolo) fu uno scrittore ebreo cristiano di lingua greca, autore del Dialogo di Giasone e Papisco, il primo libro cristiano scritto in forma di dialogo.
Aristione apparteneva alla Chiesa di Pella, nella moderna Giordania, e fiorì alla metà del II secolo, dopo la fine della Terza guerra giudaica (132-135): un suo brano, riguardo alla conquista romana di Bit-thera e al decreto di Adriano che proibiva agli ebrei di avvicinarsi a Gerusalemme, fu citato da Eusebio di Cesarea.
Compose il Dialogo di Giasone e Papisco, un'opera andata perduta, ma molto diffusa tra le Chiese sue contemporanee. Il filosofo pagano Celso la confutò, mentre Origene, all'inizio del III secolo, la difese; fu tradotta in latino nel VII secolo da un certo Celso. L'opera, sotto forma di un dialogo tra un ebreo cristiano e un ebreo di Alessandria, trattava del ruolo delle profezie dell'Antico Testamento e della loro realizzazione con il cristianesimo.
I pochi brani conservatisi dell'opera di Aristone permettono di delinearne la cristologia: Gesù è il Figlio attraverso il quale il Padre creò i cieli e la terra, oltre che il "Principio" cui fa riferimento Genesi 1,1.